# Moscow Stars/2007
Deze pagina geeft een overzicht van de wielerploeg Moscow Stars in 2007.
| Naam                        | Geboortedatum | Nationaliteit | Ploeg 2006 |
| --------------------------- | ------------- | ------------- | ---------- |
| Vasil Chatoentsev           | 11-02-1985    | Rusland       |            |
| Andrej Klioejev (tot 31.07) | 13-06-1987    | Rusland       |            |
| Pavel Korsj                 | 15-07-1987    | Rusland       | Neoprof    |
| Roman Maximov               | 02-06-1988    | Rusland       | Neoprof    |
| Dmitri Medvedev             | 17-06-1987    | Rusland       | Neoprof    |
| Serhij Nuzhonkin            | 17-03-1988    | Rusland       | Neoprof    |
| Konstantin Ponomarev        | 01-01-1981    | Rusland       |            |
| Ildar Sakirov               | 15-05-1987    | Rusland       |            |
| Ivan Seledkov               | 05-01-1983    | Rusland       |            |
| Alexei Schmidt              | 17-04-1983    | Rusland       |            |
| Sergej Sjerbakov            | 21-07-1987    | Rusland       |            |
| Ilja Sirtsev                | 16-11-1987    | Rusland       |            |
| Joeri Trofimov              | 26-01-1984    | Rusland       |            |
| Alexej Oesov                | 01-02-1985    | Rusland       |            |
| Sergej Valynin              | 10-03-1988    | Rusland       | Neoprof    |
| Valerej Valynin             | 10-12-1986    | Rusland       |            |
| Vjatsjeslav Vilkov          | 11-05-1985    | Rusland       |            |
| Denis Voronzov              | 24-05-1986    | Rusland       |            |